# 第55回オールスター競輪
第55回オールスター競輪（だいごじゅうごかいオールスターけいりん）は、2012年9月13日から17日まで、前橋競輪場にて開催された、競輪のGI競走である。

## レースプログラム
5日制。1次予選を2走するポイント制で2次予選進出者が決定された。 

### 勝ち上がり方式
以下は勝ち上がり組のみを対象に記す。初日と3日目から5日目（最終日）は11レース、2日目は10レース（他に2日目と4日目に「ガールズケイリンコレクション」1レースが行われる）。
| 優秀   | 初日                 | 2日目                       | 3日目          | 4日目       | 00最終日00 |
| ------ | -------------------- | --------------------------- | -------------- | ----------- | ---------- |
| 優秀   | ドリーム（1）        |                             | Sスター賞（1） | 準決勝（3） |            |
| 優秀   |                      | オリオン（1） 特選予選（1） | 二次予選（6）  |             | 決勝（1）  |
| 優秀   | 一次予選 （10）（2） |                             |                |             |            |
| 敗者戦 | 00-00                | （6）                       | （4）          | （8）       | （10）     |

- 初日・2日目

「一次予選」 合計12レース行われ、各レース1着から3着36名が「二次予選」進出。
「ドリームレース」 最上位の特別選抜予選、という位置づけで、初日の最終レースに行われ、1着から5着5名が無条件で3日目の「シャイニングスター賞」と、4日目の「準決勝」進出の権利が同時に得られる。6着から9着4名は「二次予選」進出。
「ガールズケイリンコレクション　アルテミス賞レース」 2017年創設。2日目の特別選抜予選前（第9レース）に行われる、女子選手によるファン投票第8位着から第14位による一発勝負。
「特別選抜予選」 2日目のオリオン賞レースの前に行われ、1着1名は無条件で3日目の「シャイニングスター賞」と、4日目の「準決勝」進出の権利が同時に得られる。2着から9着8名は「二次予選」進出。
「オリオン賞レース」 上位の特別選抜予選、という位置づけで、2日目の最終レースに行われ、1着から3着3名が無条件で3日目の「シャイニングスター賞」と、4日目の「準決勝」進出の権利が同時に得られる。4着から9着6名は「二次予選」進出。
- 3日目

「二次予選」 合計6レース行われ、各レース1着から3着18名が「準決勝」進出。
「シャイニングスター賞」 二次特別選抜予選として、最終レースに行われる。失格にならない限り、9名全員が「準決勝」進出。
- 4日目

「準決勝」 合計3レース行われ、各レース1着から3着9名が「決勝」進出。
「ガールズケイリンコレクション　ガールズドリームレース」 2013年創設。準決勝前（第9レース）に行われる、女子選手によるファン投票第1位着から第7位による一発勝負。2017年より女子選手の出場枠を14名に拡大したため、新たに「ガールズドリームレース」の名称が与えられた。2015年・2016年は2日目の特別選抜予選前に行われた。
- 5日目（最終日）

「決勝」 最終レース。上位3着までは表彰式で表彰台に上がることができる。また、優勝者には優勝インタビューやウイニングランなどが執り行われる。
「特別優秀」 「決勝」前の合計2レース。「準決勝」各レース4着から7着12名と、4日目「特選（1）」各レース1着から3着6名の計18名により行われる。
「優秀」 「特別優秀」前の合計2レース。「準決勝」各レース8着から9着6名、4日目「特選（1）」各レース4着から6着6名及び4日目「特選（2）」各レース1着から3着6名の計18名により行われる。
その他、2日目以降に予選敗退者を対象とした以下の競走が開催される。
2日目…「選抜（1）」
3日目…「一般」、「選抜（1）」
4日目…「一般」、「選抜（2）」、「特選（2）」「特選（1）」
5日目…「特一般」、「選抜」、「特選」
なお、3日目または4日目に「一般」を走った者は最終日を待たずに強制的に（失格はなくても）途中帰郷（「お帰り」）させられる。

## 決勝戦

### 競走成績
- 9月17日（月・祝）[2]
- 誘導員…田村真広（群馬）

| 着順 | 車番 | 選手     | 登録地 | 着差    | 決まり手 | 上がり(秒) | H/B | 特記     |
| ---- | ---- | -------- | ------ | ------- | -------- | ---------- | --- | -------- |
| 1    | 5    | 山崎芳仁 | 福島   |         | 差し     | 9.6        |     |          |
| 2    | 9    | 成田和也 | 福島   | 1車身   | マーク   | 9.6        |     |          |
| 3    | 4    | 岩津裕介 | 岡山   | 1/2車身 |          | 9.3        |     |          |
| 4    | 2    | 渡邉一成 | 福島   | 1/2車身 |          | 9.9        | HB  |          |
| 5    | 6    | 小野俊之 | 大分   | 1/2車輪 |          | 9.5        |     |          |
| 6    | 3    | 武田豊樹 | 茨城   | 4車身   |          | 10.1       |     | 事故入   |
| 7    | 1    | 脇本雄太 | 福井   |         |          |            |     | 落再入   |
|      | 7    | 村上義弘 | 京都   |         |          |            |     | 落車棄権 |
|      | 8    | 木暮安由 | 群馬   |         |          |            |     | 落車棄権 |

### 配当金額
| 枠番二連勝複式 | 4=6   | 720円   |
| 枠番二連勝単式 | 4-6   | 1220円  |
| 車番二連勝複式 | 5=9   | 1010円  |
| 車番二連勝単式 | 5-9   | 1290円  |
| 三連勝複式     | 4=5=9 | 7650円  |
| 三連勝単式     | 5-9-4 | 11530円 |
| ワイド         | 5=9   | 490円   |
| ワイド         | 4=5   | 2380円  |
| ワイド         | 4=9   | 2260円  |

### レース概略
前年の決勝に続いて複数落車があったものの、結果的には、渡邉の番手だった山崎が直線で余裕の差し切り、2年ぶりのオールスター制覇を達成。

## イメージガール
- 瑞樹カンナ（みずき かんな、1987年10月6日生まれ、フィートプロモーション所属）
- 能勢ひとみ（のせ ひとみ、1988年5月7日生まれ、J-OFFICE所属）

## 特記事項
- 前橋競輪場でのオールスター競輪開催は、藤巻昇が制覇した1976年以来36年ぶり3度目（当時は屋外バンクだった為、ドームバンクとしては初開催）。

- 決勝戦の地上波中継はテレビ東京《TXN系列・ABA・RNB・RKK 全9局ネット》。また群馬テレビでも、初日からCS放送の同時ネットで放送された。

- 五日間の総売上は114億0516万3900円で、目標額の125億円を大幅に下回った。